# Сапирайн, Бибиано
Бибиа́но Сапира́йн (исп. Bibiano Zapirain Olivera; 2 декабря 1919, Томас-Гоменсоро, департамент Артигас — 2 декабря 2000, Богота, Колумбия) — уругвайский футболист, левый крайний нападающий. Чемпион Южной Америки 1942 года в составе сборной Уругвая.

## Биография
Бибиано Сапирайн начинал играть в футбол в родном приграничном (с Бразилией) департаменте Артигас, и в 1937 году попал в сборную департамента. В 1939 году Сапирайн выступал за бразильский клуб «Гремио» из города Баже, расположенного всего в 62 км от границы с Уругваем. Получив опыт выступлений на профессиональном уровне, левый нападающий уже в следующем году вернулся на родину, присоединившись к действующему чемпиону страны «Насьоналю». Сапирайн быстро влился в состав команды и впоследствии сформировал знаменитую пятёрку нападения «трёхцветных», которая помогла клубу выиграть ещё четыре чемпионата подряд. Это была первая «Золотая пятилетка» в истории «Насьоналя». Партнёрами по нападению у Бибиано Сапирайна были Луис Эрнесто Кастро, Анибаль Сиокка, Атилио Гарсия и Роберто Порта. Всего за два периода выступлений за «Насьональ» Сапирайн сыграл 195 матчей и забил 118 голов.
С 1946 по 1948 год Сапирайн выступал за итальянский «Интернационале». За два сезона сыграл в 58 матчах Серии A, в которых отметился 18 забитыми мячами.
В 1949 году вернулся в «Насьональ», где через год в пятый раз стал чемпионом Уругвая. В 1951—1952 годах играл за колумбийскую «Кукуту Депортиво». Затем вернулся в «Насьональ», где ни разу не появившись на поле выиграл свой шестой чемпионский титул, после чего вновь покинул Уругвай. Выступал за венесуэльскую «Лойолу», колумбийскую «Атлетико Букарамангу». С 1955 по 1961 год вновь выступал за «Кукуту», за которую суммарно провёл 237 матчей и забил 89 голов. В 1962 году выступал за «Мильонариос». Завершил карьеру в возрасте 43 лет в 1963 году в «Индепендьенте Санта-Фе».
В сборной Уругвая Сапирайн с 1940 по 1946 год провёл 22 матча, забив пять мячей. В 1942 году он вместе с командой стал чемпионом Южной Америки. Также принял участие в континентальных первенствах 1945 и 1946 годов.
После завершения карьеры футболиста остался жить в Колумбии. Умер в 2000 году в день своего 81-летия.

## Достижения
- Чемпион Уругвая (6): 1940, 1941, 1942, 1943, 1950, 1952 (не играл)
- Победитель Турнира Чести (4): 1941, 1942, 1943, 1946
- Победитель Турнира Компетенсия (1): 1945
- Чемпион Южной Америки (1): 1942